# Phalaenopsis pulcherrima
Phalaenopsis pulcherrima är en orkidéart som först beskrevs av John Lindley, och fick sitt nu gällande namn av Johannes Jacobus Smith. Phalaenopsis pulcherrima ingår i brudorkidésläktet som ingår i familjen orkidéer. Inga underarter finns listade i Catalogue of Life.

## Bildgalleri

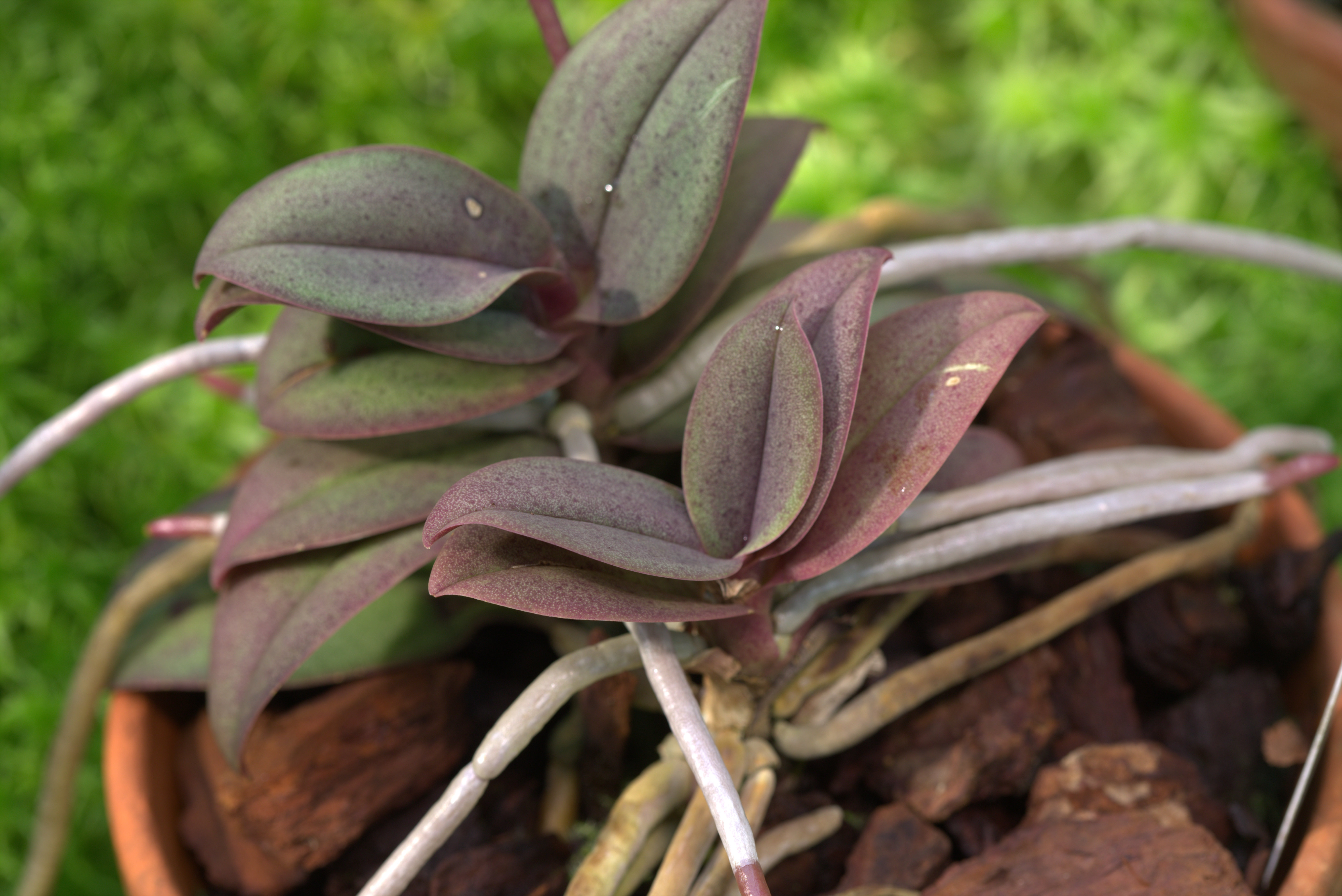
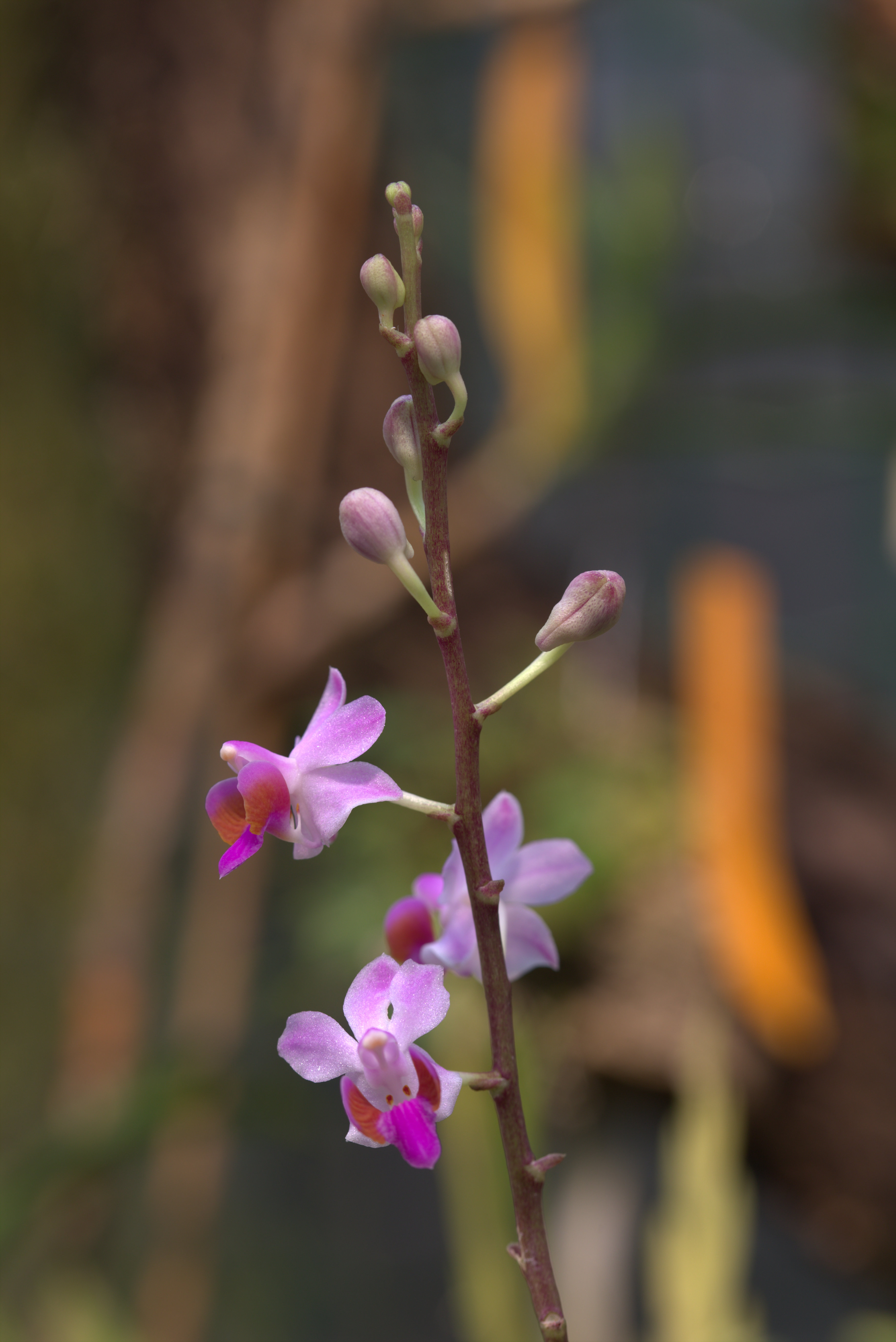
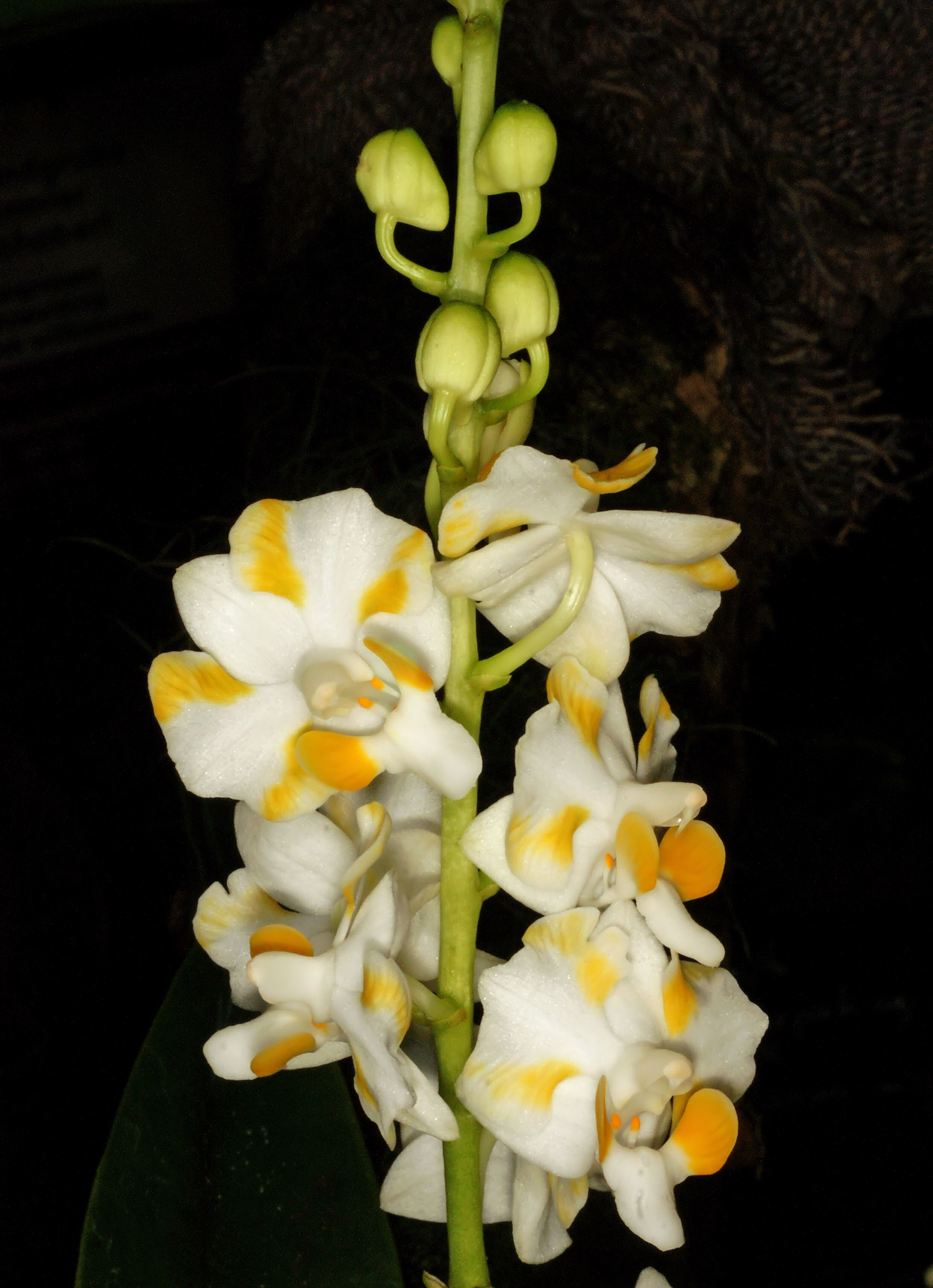
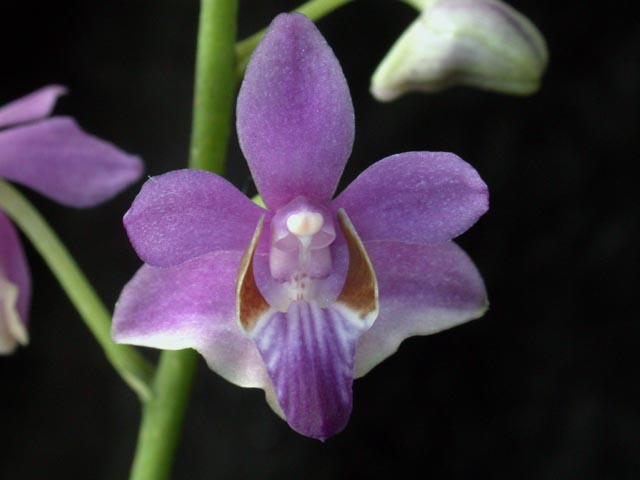